# بحرو سوريويو
بحرو سوريويو (بالسريانية: ܒܗܪܐ ܣܘܪܝܝܐ)‏ وتعني بالعربية: "الضوء السرياني") هي مجلة سويدية - سريانية تأسست في عام 1979 من قبل الاتحاد السرياني في السويد (بالسويدية: Syrianska förbundet)‏ ويتم نشرها بخمس لغات: السويدية والآرامية والعربية والإنجليزية والتركية. وهي متاحة كمجلة على الإنترنت منذ عام 2009 عبر الرابط bahro.nu.

## روابط خارجية
- موقع رسمي